# Football Club Castiglione 2013-2014
Questa voce raccoglie le informazioni riguardanti il Football Club Castiglione nelle competizioni ufficiali della stagione 2013-2014.

## Rosa
| N. |                   | Ruolo | Calciatore           |
| -- | ----------------- | ----- | -------------------- |
| -  | Italia (bandiera) | D     | Francesco Battaglia  |
| -  | Italia (bandiera) | P     | Francesco Bonato     |
| -  | Italia (bandiera) | C     | Gianluca Cafferata   |
| -  | Italia (bandiera) | D     | Federico Cardella    |
| -  | Italia (bandiera) | C     | Giacomo Chiazzolino  |
| -  | Italia (bandiera) | A     | Mario Colonetti      |
| -  | Italia (bandiera) | A     | Alessio Curcio       |
| -  | Italia (bandiera) | D     | Federico Dal Compare |
| -  | Italia (bandiera) | D     | Giacomo Gambaretti   |
| -  | Italia (bandiera) | D     | Andrea Guagnetti     |
| -  | Italia (bandiera) | P     | Matteo Iali          |
| -  | Italia (bandiera) | C     | Nicola Lanzolla      |
| -  | Italia (bandiera) | D     | Luca Maccabiti       |
| -  | Italia (bandiera) | C     | Enrico Mangili       |
| -  | Italia (bandiera) | A     | Luca Munarini        |
| -  | Italia (bandiera) | C     | Matteo Oliboni       |

| N. |                   | Ruolo | Calciatore         |
| -- | ----------------- | ----- | ------------------ |
| -  | Italia (bandiera) | A     | Emanuele Orlandi   |
| -  | Italia (bandiera) | C     | Davide Paruzza     |
| -  | Italia (bandiera) | D     | Simone Patacchiola |
| -  | Italia (bandiera) | D     | Michele Pini       |
| -  | Italia (bandiera) | D     | Dario Prevacini    |
| -  | Italia (bandiera) | C     | Mauro Redaelli     |
| -  | Italia (bandiera) | D     | Stefano Rinaldi    |
| -  | Italia (bandiera) | A     | Niccolò Romero     |
| -  | Italia (bandiera) | A     | Davide Rossi       |
| -  | Italia (bandiera) | D     | Marco Ruffini      |
| -  | Italia (bandiera) | C     | Federico Sevieri   |
| -  | Italia (bandiera) | C     | Max Taddei         |
| -  | Italia (bandiera) | A     | Filippo Talato     |
| -  | Italia (bandiera) | C     | Paolo Vignali      |
| -  | Italia (bandiera) | D     | Giovanni Zaro      |